# Río Taramakau
El río Taramakau es un río de la región de la Costa Oeste de la Isla del Sur de Nueva Zelanda. Nace en los Alpes del Sur / Kā Tiritiri o te Moana cerca de Harper Pass, a 80 kilómetros al este de Hokitika, y corre hacia el oeste durante 75 kilómetros hasta el mar de Tasmania a 15 kilómetros al sur de Greymouth.
El río Taramakau constituye el límite administrativo entre el distrito de Westland, al sur, y el distrito de Grey, al norte.
Varios ríos pequeños son afluentes del Taramakau. Los mayores afluentes superiores son el río Otehake y el río Ōtira. El valle del Ōtira forma la aproximación occidental al paso Arthur. El río Taipo es un importante afluente que se une al Taramakau desde el sur, aguas abajo de.

## Reconocimiento legal
Las iwi Ngāi Tahu de la Isla Sur tienen manawhenua o autoridad tribal sobre el río Taramakau, reconocida en virtud del artículo 56 de la Ley de Resolución de Reclamaciones Ngāi Tahu de 1998. El Taramakau era una ruta tradicional de viaje a través de los Alpes del Sur, proporcionando acceso a Nōti Taramakau (paso Harper), uno de los pasos más bajos y accesibles a través del terreno montañoso. El río también ha sido una fuente de la preciada piedra pounamu.

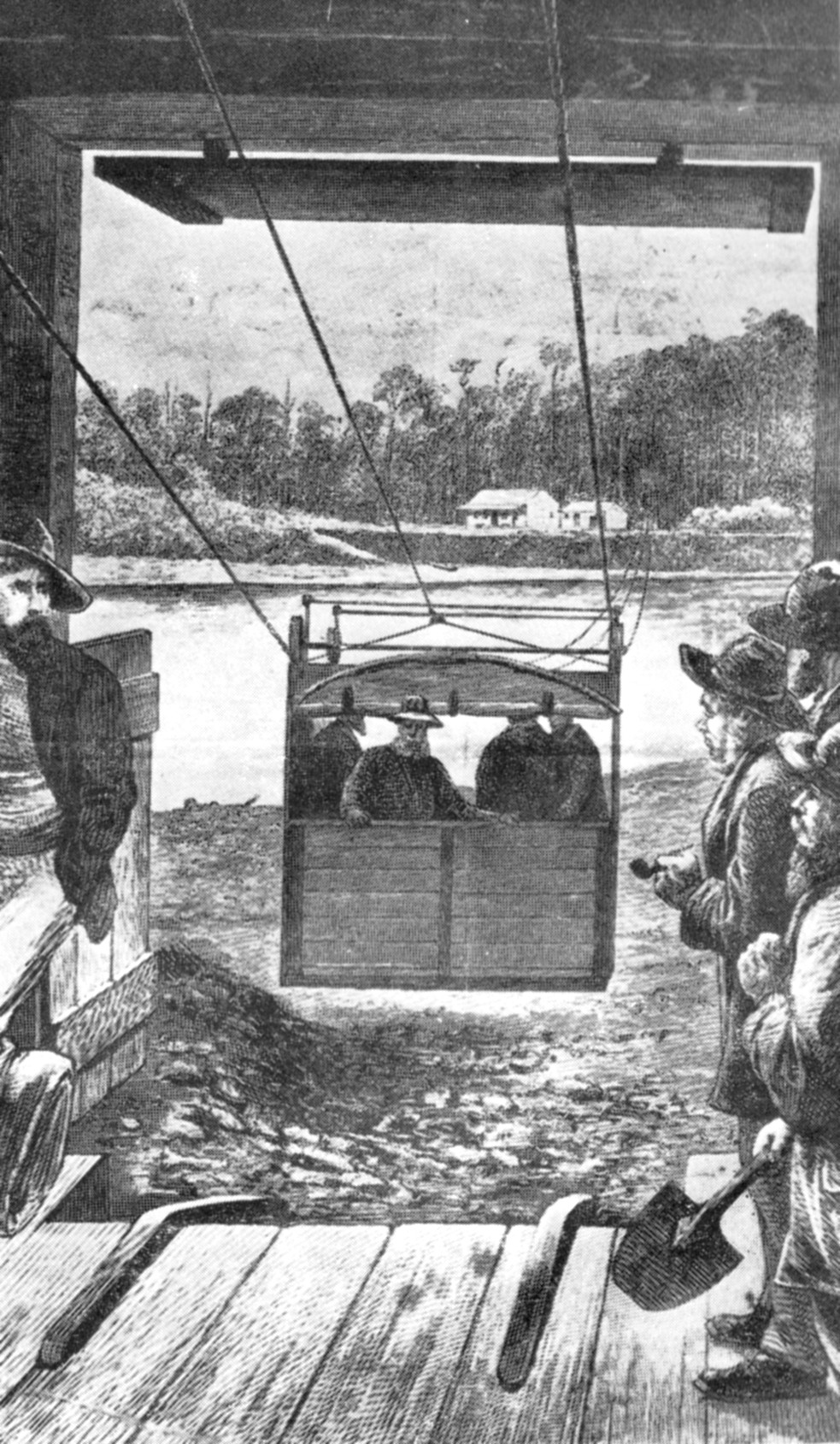
El teleférico utilizado para cruzar el río Taramakau antes de que se construyera un puente

## Puente de Taramakau en el cruce de Kumara
El río Taramakau supuso importantes dificultades y peligros para los primeros viajeros de la Costa Oeste. El explorador Henry Whitcombe se ahogó al cruzar el río el 6 de mayo de 1863. Hay dos monumentos conmemorativos a Whitcombe; uno en la orilla izquierda del río, en el puente (carretera-ferrocarril), y es uno de los cuatro hombres conmemorados por el Monumento a los Exploradores de Westland en el Cementerio de Hokitika. Antes de que se construyera un puente cerca de la costa, un teleférico cruzaba el río.

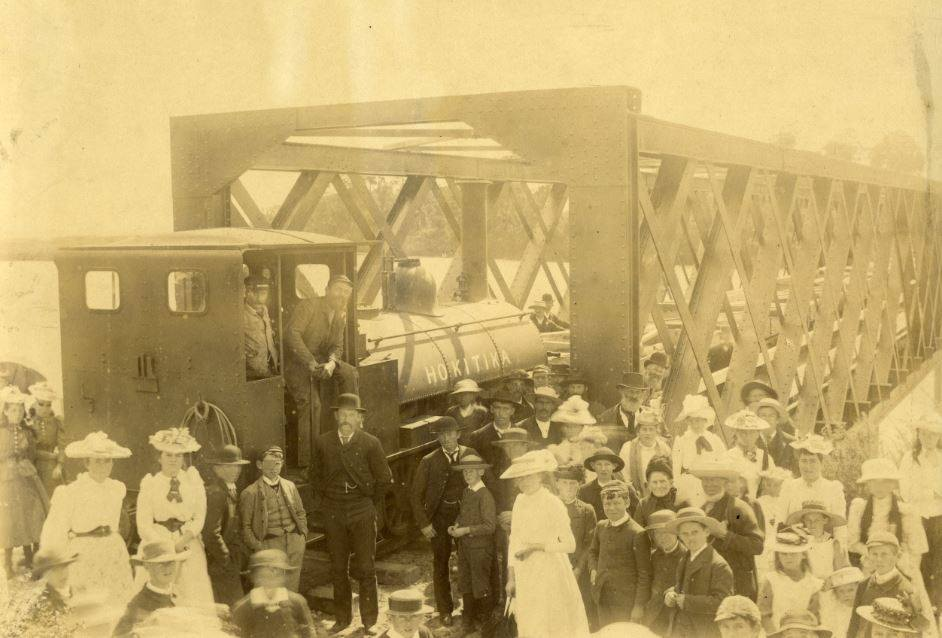
Inauguración del puente ferroviario de Taramakau (1893)

El 18 de diciembre de 1893 se inauguró la línea de ferrocarril de Hokitika a Greymouth, que incluía un puente de carretera y ferrocarril de un solo carril de 220 metros de longitud sobre el río Taramakau, cerca de Kumara Junction. En 2016, este puente era el último puente de carretera y ferrocarril que quedaba en Nueva Zelanda. Se produjeron 25 accidentes en el puente en los 10 años transcurridos hasta junio de 2015, incluida una víctima mortal en 2012. El puente de un solo carril también provocaba la congestión del tráfico en la carretera estatal 6, ya que los vehículos tenían que hacer cola antes de cruzar. Las obras de un nuevo puente de carretera comenzaron en 2016. y se completaron con un coste de 25 millones de dólares. El nuevo puente se inauguró el 22 de julio de 2018. El antiguo puente continuó en servicio como puente solo ferroviario.

## Bancos de contención en Inchbonnie
El río Taramakau cruza la falla Alpina en Inchbonnie. En este punto, en su historia ha fluido en tres direcciones diferentes: hacia el oeste a lo largo de su curso actual, hacia el norte y hacia en el lago Brunner a través del río Ōrangipuku, y hacia el noreste a través del lago Poerua, el río Poerua y los tramos inferiores del río Crooked en el lago Brunner. Inchbonnie se encuentra en un abanico aluvial que rellena los tres valles. Si el río Taramakau cambiara de curso en Inchbonnie, además de los daños a las tierras de cultivo, provocaría un aumento de los caudales en los ríos Arnold y Grey. La capacidad efectiva de diseño de las obras de protección contra inundaciones existentes en Greymouth se reduciría, aumentando la exposición al riesgo de inundación de la ciudad.
A principios de la década de 1900, el río Taramakau se desbordó en el río Ōrangipuku en varias ocasiones, aumentando el riesgo de "ruptura" en el lago Brunner. Ya en 1907 se empezó a estudiar sobre las obras de protección del río. En febrero de 1946, las aguas del Taramakau volvieron a desembocar en el río Ōrangipuku causando importantes problemas, y en octubre de ese año se elaboró una propuesta para construir un banco de contención a lo largo de la orilla norte del río Taramakau. En 1953 se aprobó un pequeño proyecto que incluía 60 metros de protección de árboles y 80 metros de rocas. Sin embargo, en 1958, la erosión había progresado hasta el punto de que sólo quedaban 5 metros de terreno entre los ríos Taramakau y Ōrangipuku, por lo que fue necesario realizar obras de emergencia. Un informe elaborado en marzo de 1959 recomendaba la construcción de 2,5 kilómetros de nuevos diques de contención, el refuerzo y la elevación de 1,2 kilómetros de los diques existentes, además de 2,5 kilómetros de nuevos muros de contención de roca, y el desvío de la sección superior del río Ōrangipuku hacia el río Taramakau. Esta propuesta sólo se llevó a cabo parcialmente para contener los costes para los contribuyentes, con obras que incluían 900 metros de escollera, y el refuerzo y la elevación de los diques de contención donde existía una elevación inadecuada. En agosto de 1959, el Consejo de Conservación del Suelo y Control de los Ríos de Nueva Zelanda concedió una subvención para un proyecto más amplio que incluía la colocación de 17.300 toneladas de roca, 9.000 metros cúbicos de relleno para los diques de contención y 3.200 toneladas de roca para "rellenar".

Las obras de protección del río en Inchbonnie son algunas de las defensas contra inundaciones más críticas gestionadas por el Consejo Regional de la Costa Oeste, debido a las amplias consecuencias que tendrían si se rompiesen.

Imágenes del río Taramakau
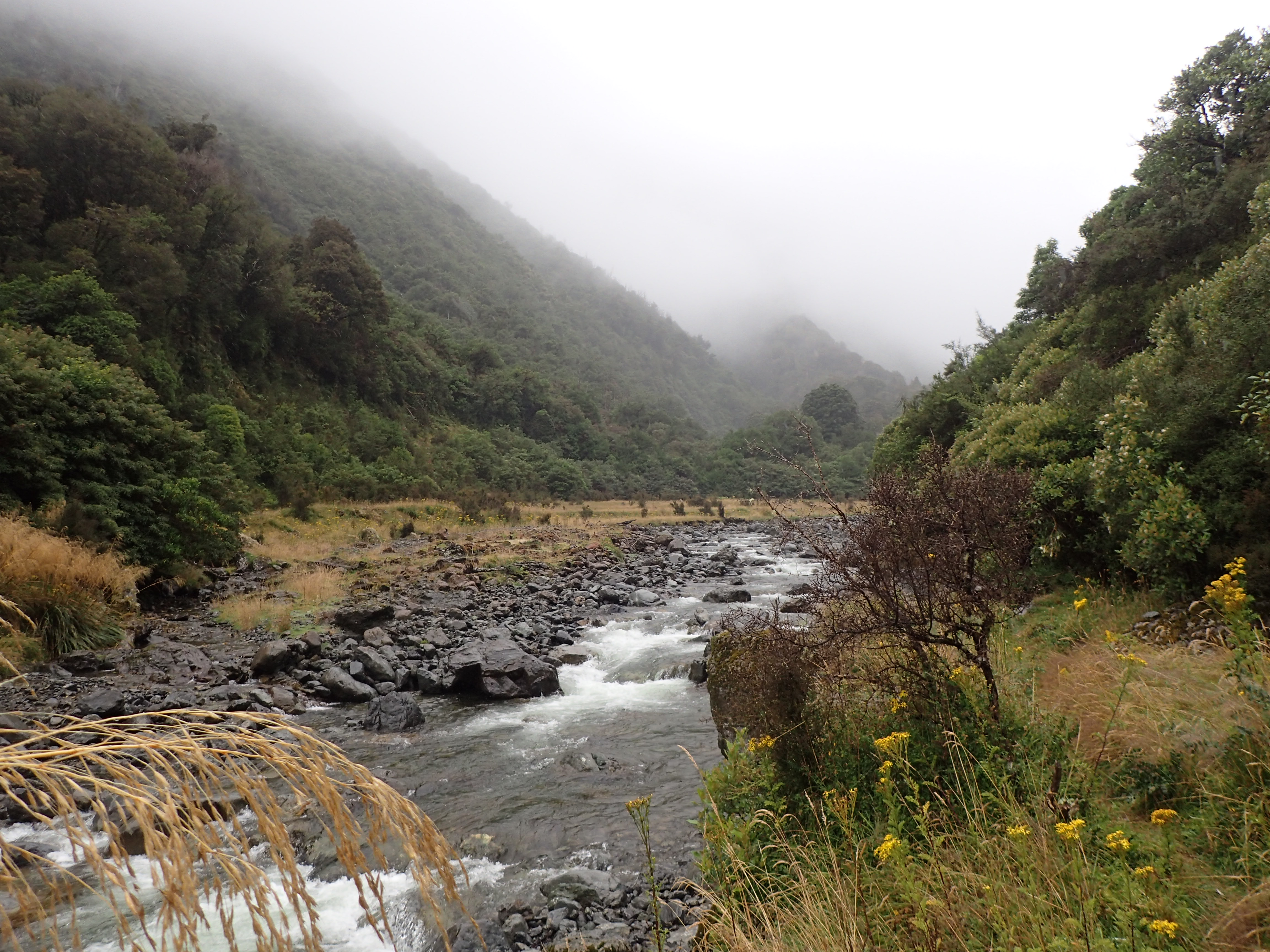
El río Taramakau cerca de su nacimiento en el paso Harper
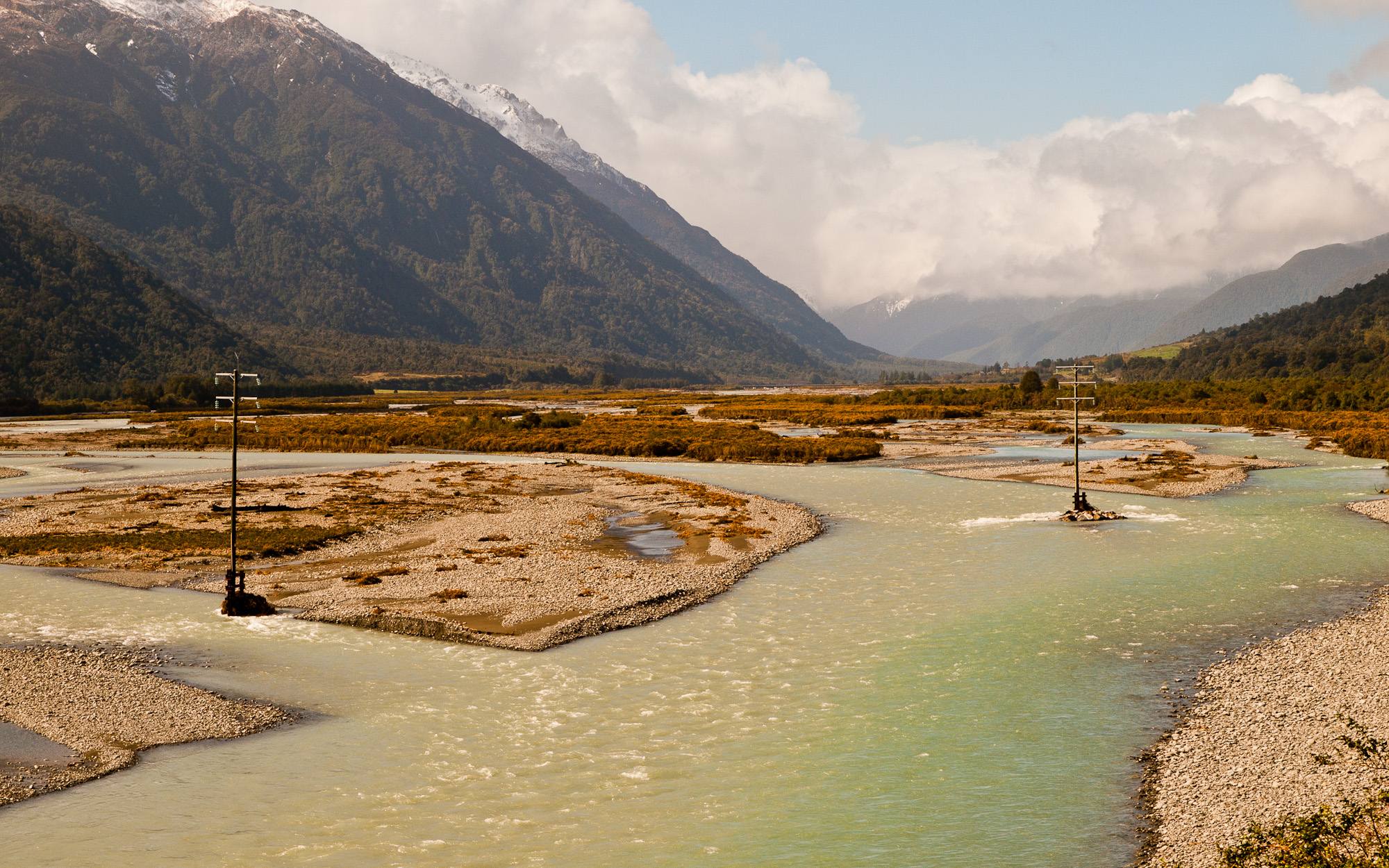
Valle del río Taramakau
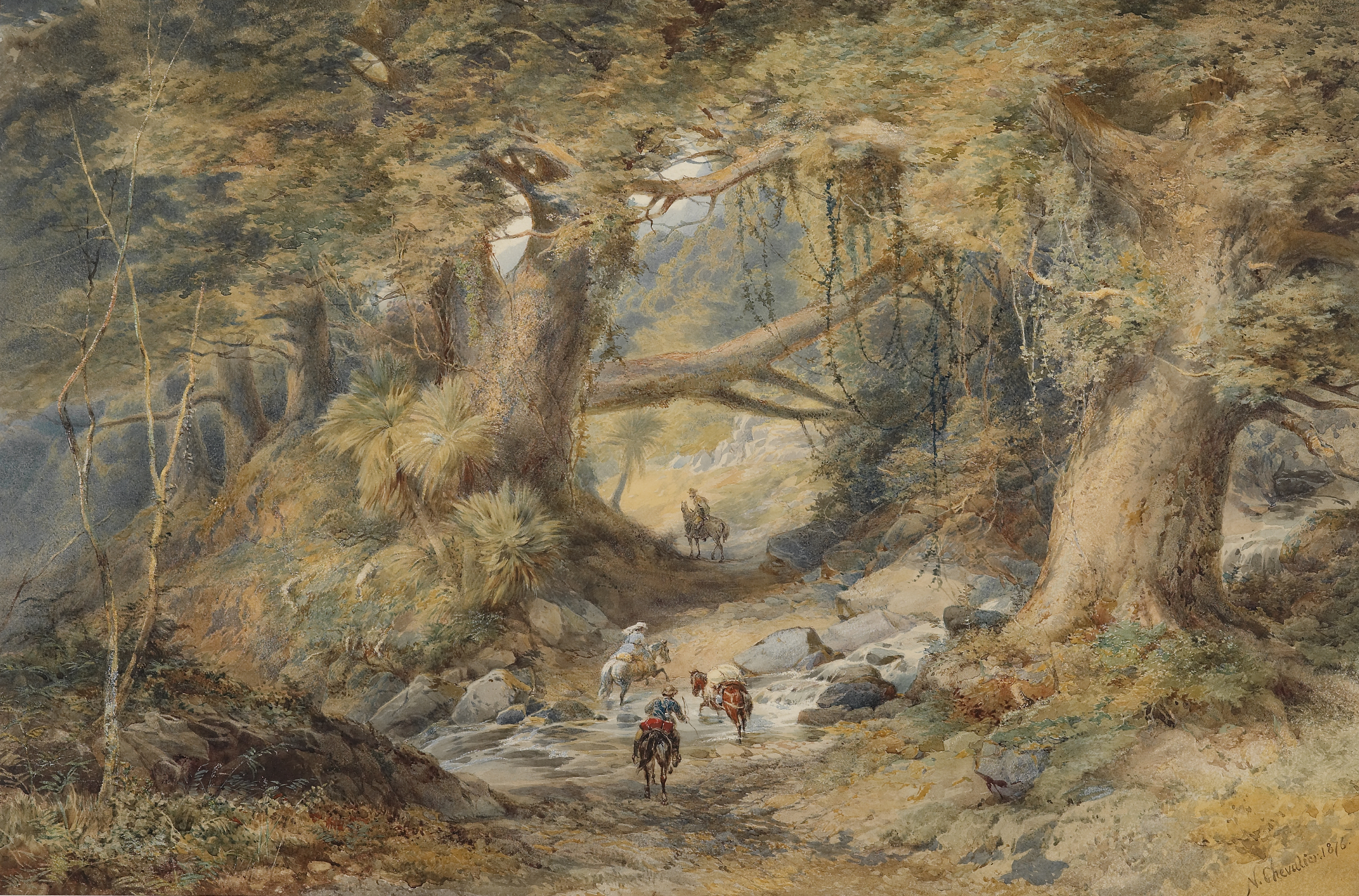
Cruzando el Taramakau, Nicholas Chevalier (1866)
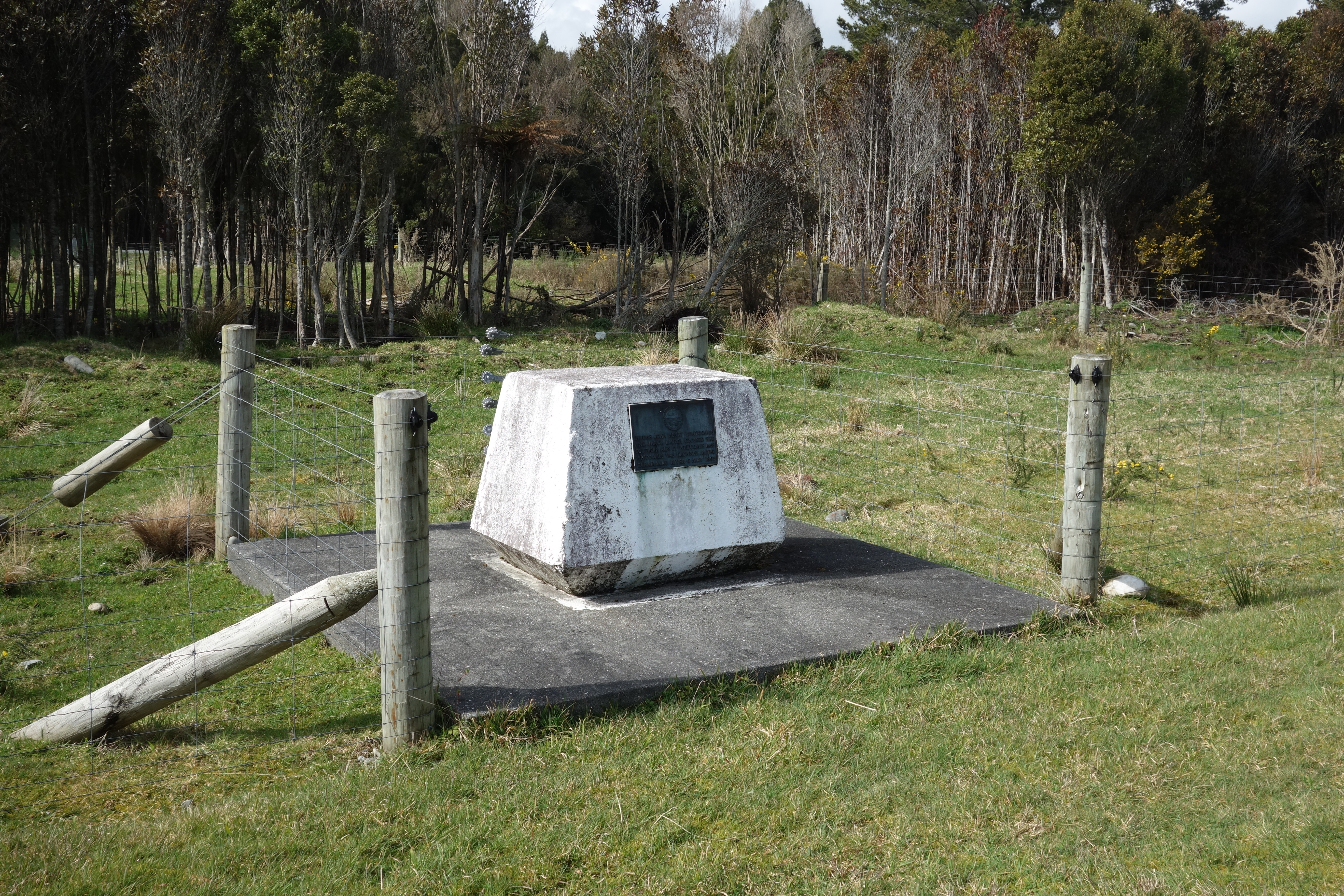
Monumento a Henry Whitcombe en el puente de la carretera y el ferrocarril